# Nallachius pulchellus
Nallachius pulchellus is een insect uit de familie van de Dilaridae, die tot de orde netvleugeligen (Neuroptera) behoort. 
Nallachius pulchellus is voor het eerst wetenschappelijk beschreven door Banks in 1938.